# Súčanská kotlina
Súčanská kotlina je vnitrohorská brázda a geomorfologická část podcelku Súčanská vrchovina v pohoří Bílé Karpaty.  Rozprostírá se v okolí obce Horná Súča,  podle níž je pojmenována.

## Vymezení
Kotlina zabírá centrální část Súčanské vrchoviny, která ji z velké části obklopuje. Tento podcelek sousedí na severovýchodě, severu i západě, jižním směrem pokračují Bílé Karpaty podcelkem Bošácké bradla. Údolím Súčanky na východě sousedí kotlina s Bielokarpatským podhorím, coby podcelkem Považského podolia.  Územím protéká říčka Súčanka, která zde přibírá několik přítoků a na východním okraji proráží pohoří a pokračuje k obci Dolná Súča. Právě touto obcí vede i hlavní přístupová cesta do kotliny ke zdejším sídlům. 

## Chráněná území
Území kotliny je zejména v centrální části většinou odlesněné. Je součástí Chráněné krajinné oblasti Bílé Karpaty, zvláště chráněným územím je přírodní památka Podsalašie a přírodní rezervace Debšín a Hornozávrská mokraď . 

## Turismus
Okolí, charakteristické láznickým osídlením, patří mezi klidnější oblasti Bílých Karpat. Vyhledávané jsou přírodní zajímavosti, ale i blízký Súčanský hrad. Množství cest a chodníků je vyhledáváno i cykloturisty, značené trasy vyhledávají turisté. 